# NGC 2993
NGC 2993 (również PGC 27991) – galaktyka spiralna (Sa), znajdująca się w gwiazdozbiorze Hydry. Odkrył ją William Herschel 8 lutego 1785 roku. Znajduje się we wczesnej fazie zderzenia z sąsiednią NGC 2992. Ta para oddziałujących ze sobą grawitacyjnie galaktyk została skatalogowana jako Arp 245 w Atlasie Osobliwych Galaktyk.
W galaktyce NGC 2993 zaobserwowano supernową SN 2003ao.